# Amicromias cunevi
Amicromias cunevi – gatunek chrząszcza z rodziny ryjkowcowatych i podrodziny Entiminae.
Gatunek ten opisany został w 2017 roku przez Romana Borovca, George’a Kakiopoulousa i Christopha Germanna, na podstawie pojedynczej samicy odłowionej w 2016 roku we wsi Ano Klidonia. Epitet gatunkowy nadano na cześć słowackiego koleopterologa, Jozefa Cuneva.
Chrząszcz o ciele długości 3,25 mm, ubarwiony czarniawo z ciemnobrązowymi pokrywami oraz rudobrązowymi czułkami i odnóżami. Owalne, przylegające łuski gęsto porastają głowę z ryjkiem, przedplecze i pokrywy, w przypadku tych ostatnich niemal całkowicie zasłaniając oskórek. Głowę z ryjkiem i przedplecze gęsto porastają także nieregularnie rozmieszczone, krótkie, półwzniesione, prawie szpatułkowate szczecinki. Podobne, choć nieco dłuższe szczecinki ustawione są w dwóch nieregularnych rządkach na każdym międzyrzędzie pokryw. Ryjek jest 1,34 raza szerszy niż dłuższy, ku przodowi zwężony z wklęsłymi bokami, najszerszy u nasady. Czułki cechuje łysy trzonek i smukły funiculus o drugim członie 1,3 raza dłuższym niż szerokim. Przedplecze jest 1,57 raza szersze niż długie.
Owad endemiczny dla Grecji, znany tylko z wyspy Siros.